# James Jeans
James Hopwood Jeans (Ormskirk, Lancashire, 11 de setembro de 1877 — Dorking, Surrey, 16 de setembro de 1946) foi um físico, astrónomo e matemático britânico.

## Biografia
Recebeu a sua educação na Merchant Taylors' School, Northwood e no Trinity College de Cambridge. Acabou em segundo posto na universidade no Tripos (um reconhecimento da Universidade de Cambridge) de 1898. Ensinou nessa mesma universidade até que se mudou para dar aulas na Universidade de Princeton em 1904 como professor de matemática aplicada. Voltou a Cambridge em 1910.
Fez contribuições importantes em muitas áreas da física, incluindo a teoria quântica, a teoria da radiação e a evolução estelar. A sua análise dos corpos em rotação e levou a concluir que a teoria de Pierre-Simon Laplace de que o sistema solar se formou a partir de uma nuvem de gás era errónea. Em seu lugar propôs que os planetas no princípio se condensaram a partir de material retirado do sol por uma hipotética colisão com outra estrela. Esta teoria não se aceita hoje em dia.
Jeans, juntamente com Arthur Eddington, é o pioneiro da excelência britânica em cosmología, que perdurou até aos dias de hoje. Foi o primeiro a propor uma teoria do estado estacionário baseada na hipótese da criação contínua de matéria no universo. Esta teoria se demonstrou falsa com o descobrimento da radiação de fundo de micro ondas, que se interpretou como a "assinatura" do Big Bang.
A sua reputação científica se baseia nas monografias The Dynamical Theory of Gases (1904), Theoretical Mechanics (1906), e Mathematical Theory of Electricity and Magnetism (1908). Depois de retirar-se em 1929, escreveu vários livros de divulgação científica: The Stars in Their Courses (1931), The Universe Around Us, Through Space and Time (1934), The New Background of Science (1933), e The Mysterious Universe. Estes livros deram-lhe popularidade como divulgador dos descobrimentos científicos de sua época, especialmente nos campos da relatividade e da cosmologia.
Também escreveu o livro "Physics and Philosophy" (1943) onde explora os diferentes pontos de vista da realidade desde duas perspectivas diferentes: ciência e filosofia.
Casou-se duas vezes, primeiro com a poetisa estadunidense Charlotte Mitchell em 1907, e posteriormente com a organista e arpista austríaca Suzanne Hock (mais conhecida como Susi Jeans) em 1935.
Na Merchant Taylors' School existe uma bolsa James Jeans Academic para o candidato aos exames de entrada que consiga resultados excepcionais em todas as áreas, principalmente em matemática e ciências.
Participou da 1ª e 2ª Conferência de Solvay.

## Feitos mais importantes
Uma das descobertas mais importantes de Jean, o comprimento de Jeans, é o raio crítico de uma nuvem interestelar no espaço. Depende da massa, tamanho e densidade da nuvem. Uma nuvem menor que o comprimento de Jeans não terá gravidade suficiente para superar as forças de gases exógenos, enquanto que uma nuvem maior que dito comprimento se colapsará nuna estrela.
{\displaystyle \lambda _{J}={\sqrt {\frac {15k_{B}T}{4\pi Gm\rho }}}}
Jeans aportou outra versão da equação, chamada instabilidade de Jeans, cuja solução e a massa crítica que uma nuvem deve conseguir antes de ser capaz de colapsar-se.
Também ajudou a descobrir a lei de Rayleigh-Jeans, que relaciona a densidade de energia da radiação de um corpo negro com a temperatura da fonte de emissão:
{\displaystyle f(\lambda )=8\pi k{\frac {T}{\lambda ^{4}}}}

## Condecorações
- 1901 - Prémio Smith
- 1917 - Bakerian Lecture
- 1917 - Prémio Adams
- 1919 - Medalha Real[1]
- 1922 - Medalha de Ouro da Royal Astronomical Society[2]
- 1923 - Guthrie Lecture
- 1928 - Ordenado cavaleiro
- 1931 - Medalha Franklin[3]
- A cratera Jeans da Lua é nomeada em sua honra, assim como a cratera Jeans de Marte
- 1938 - Presidente da 25ª sessão do Indian Science Congress